# 1010 TCN
1010 TCN là một năm trong lịch La Mã.